# Helvig Šlesvická
Helvig Šlesvická (zemřela 1374, klášter Esrum) byla jako manželka dánského krále Valdemara IV. Atterdaga dánská královna v letech 1340–1374.

## Biografie
Narodila se jako dcera šlesvického vévody Erika II. a jeho manželky Adelheid Holštýnské. V roce 1340 se na zámku Sønderborg provdala za dánského krále Valdemara Atterdaga. Manželství bylo uzavřeno z politických důvodů - kromě jiného Helvig přinesla do manželství velké věno. Po narození nejmladší dcery Markéty v roce 1353 již se Helvig v písemných pramenech neobjevuje. Od roku 1355 pobývala v klášteře Esrum na ostrově Sjælland. Důvody jejího vstupu do kláštera nejsou zcela jasné. Uvádí se, že se tam uchýlila proto, že král si držel milenku jménem Tove. Jiné prameny však zmiňují, že byla v klášteře internována v důsledku svého románku s dánským rytířem Folkerem, který byl z rozkazu krále oběšen.
V klášteře Esrum zemřela Helvig v roce 1374 a byla zde i pochována. Klášterní kostel i královnin hrob byly zničeny v období reformace.

### Potomci
Z manželství s králem Valdemarem se narodilo šest dětí:
- Kryštof (1341 - 1363); vévoda Lolland
- Markéta (1345 - 1350); zasnoubena s meklenburským vévodou Jindřichem III.
- Ingeborg (1347 - cca 1370), ∞ meklenburský vévoda Jindřich III.; v mateřské linii babička dánského krále Erika VII. Pomořanského a prababička jeho nástupce Kryštofa III. Bavorského (syna Erikovy sestry)
- Kateřina (1349, zemřela jako dítě)
- Valdemar (1350, zemřel jako dítě)
- Markéta (1353 - 1412), dánská královna